# Ngữ hệ Hán-Tạng
Ngữ hệ Hán-Tạng, trong một số tư liệu còn gọi là ngữ hệ Liên Himalaya, là một ngữ hệ gồm trên 400 ngôn ngữ. Ngữ hệ này đứng thứ hai sau ngữ hệ Ấn-Âu về số lượng người bản ngữ, trong đó đại đa số (1,3 tỷ) là người bản ngữ các dạng tiếng Trung Quốc. Những ngôn ngữ khác với số người nói đáng kể là tiếng Miến (33 triệu) và cụm Tạng (6 triệu). Các ngôn ngữ còn lại nằm ở vùng Himalaya, khối núi Đông Nam Á cùng rìa đông cao nguyên Thanh Tạng. Phần lớn số này là ngôn ngữ cộng đồng nhỏ ở vùng sâu vùng xa hẻo lánh, nên ít khi được nghiên cứu.
Nhiều phân nhóm cấp thấp đã được phục dựng chắc chắn, song việc phục dựng ngôn ngữ nguyên thủy cho toàn hệ vẫn đang ở những bước đầu, nên cấu trúc cấp cao của ngữ hệ Hán-Tạng vẫn chưa rõ ràng. Theo quan niệm truyền thống, ngữ hệ này chia hai ra làm nhánh Hán (các dạng tiếng Trung) và nhánh Tạng-Miến (phần còn lại), song, sự tồn tại của nhánh Tạng-Miến như một nhóm ngôn ngữ cố kết là điều chưa bao giờ được chứng minh. Tuy các nhà ngôn ngữ học Trung Quốc thường hay gộp hai nhóm Kra-Dai (Tai-Kadai) và H'Mông-Miền (Miêu-Dao) vào ngữ hệ Hán-Tạng, đa phần học giả đã bỏ hai ngữ hệ này ra ngoài ngữ hệ Hán-Tạng kể từ thập niên 1940.
Đã có nhiều đề xuất về mối quan hệ giữa ngữ hệ Hán-Tạng với các ngữ hệ khác, song không có đề xuất này được chấp nhận rộng rãi.

## Lịch sử
Mối quan hệ căn nguyên giữa tiếng Trung, tiếng Miến, tiếng Tạng và một số ngôn ngữ khác được đề xuất lần đầu vào thế kỷ XIX, ngày nay được chấp nhận rộng rãi. Từ đề xuất ban đầu với các ngôn ngữ có nền văn học lớn này, ngữ hệ Hán-Tạng đã mở rộng ra để bao gồm nhiều ngôn ngữ ít người nói hơn, đa phần số đó gần đây mới trở thành (hoặc chưa bao giờ là) ngôn ngữ viết. Tuy nhiên, việc phân loại ngôn ngữ học ngữ hệ Hán-Tạng lại ít tiến triển hơn so với ngữ hệ Ấn-Âu hay ngữ hệ Nam Á. Khó khăn mà khác học giả phải đối mặt gồm: số lượng ngôn ngữ lớn, sự thiếu vắng biến tố ở nhiều ngôn ngữ, sự tiếp xúc lẫn nhau giữa các ngôn ngữ. Hơn nữa, nhiều ngôn ngữ nhỏ chỉ hiện diện ở vùng núi hẻo lánh khó tiếp cận mà cũng thường là vùng biến giới nhạy cảm.

### Nghiên cứu thời đầu
Vào thế kỷ XVIII, nhiều học giả đã nhận ra nét tương đồng giữa tiếng Tạng và tiếng Miến, hai ngôn ngữ với nền văn học lớn và lâu đời.
Đến đầu thế kỷ XIX, Brian Houghton Hodgson cùng vài người nữa chỉ ra rằng nhiều ngôn ngữ phi văn học trên các cao nguyên miền đông bắc Ấn Độ và Đông Nam Á cũng liên quan đến chúng.
Cụm từ "Tibeto-Burman" (Tạng-Miến) được James Richardson Logan, người đã thêm nhóm Karen vào, đặt ra cho nhóm này vào năm 1856.
Cuốn ba của bộ Linguistic Survey of India, do Sten Konow biên tập, được dành riêng cho các ngôn ngữ Tạng-Miến của Ấn Độ thuộc Anh.
Nghiên cứu về các ngôn ngữ "Indo-Chinese" ("Ấn-Trung" hay "Đông Dương") của Logan từ giữa thế kỷ XIX cho thấy rằng vùng này có bốn nhóm ngôn ngữ: Tạng-Miến, Thái, Môn–Khmer và Mã Lai-Đa Đảo.
Julius Klaproth (1823) ghi nhận rằng tiếng Miến, tiếng Tạng và tiếng Trung có chung khối từ vựng cơ bản mà ở tiếng Thái, tiếng Môn và tiếng Việt thì khá khác biệt.
Còn dưới góc nhìn của Ernst Kuhn, nhóm ngôn ngữ này gồm hai nhánh: Hán-Xiêm và Tạng-Miến.
August Conrady gọi nhóm này là "Indo-Chinese" trong phân loại năm 1896, dù ông nghi ngờ việc xếp nhóm Karen vào đây. Các thuật ngữ của Conrady được tiếp nhận, dù đương thời từng có nghi ngờ về việc ông loại tiếng Việt ra. Franz Nikolaus Finck (1909) đặt Karen làm nhánh thứ ba trong nhóm Hán-Xiêm.
Jean Przyluski là người đặt ra thuật ngữ tiếng Pháp sino-tibétain (Hán-Tạng) và lấy nó làm nhan đề cho một chương trong cuốn Les langues du monde (1924) do Meillet và Cohen biên tập. Ông chia ngữ hệ ra làm ba nhánh: Tạng-Miến, Hán và Thái, đồng thời bày tỏ sự nghi ngờ về mối quan hệ với nhóm Karen và H'Mông-Miền. Dịch ngữ tiếng Anh "Sino-Tibetan" xuất hiện lần đầu trong một ghi chú ngắn của Przyluski và Luce năm 1931.

### Shafer và Benedict
Năm 1935, nhà nhân loại học Alfred Kroeber khởi động Sino-Tibetan Philology Project, được Works Project Administration tài trợ với trụ sở nằm ở Đại học California, Berkeley.
Dự án này nằm dưới sự giám sát của Robert Shafer cho đến năm 1938, rồi được giao cho Paul K. Benedict.
Dưới sự chỉ đạo của họ, một ê-kíp gồm 30 nhà phi ngôn ngữ học ra sức so sánh tất cả tư liệu đương có về các ngôn ngữ Hán-Tạng.
Kết cả của công trình trên là một bộ sách gồm 15 cuốn, nhan đề Sino-Tibetan Linguistics.
Tác phẩm này chưa bao giờ được xuất bản chính thức, song đã giúp cung cấp tư liệu cho một loạt bài viết và bộ sách Introduction to Sino-Tibetan gồm năm cuốn của Shafer, cũng như Sino-Tibetan, a Conspectus của Benedict.
Benedict hoàn thành bản thảo năm 1941, song đến năm 1972 nó mới được xuất bản. Thay vì dựng lên một cây phả hệ, ông quyết định phục dựng ngôn ngữ Tạng-Miến nguyên thủy bằng cách so sánh 5 ngôn ngữ lớn, thỉnh thoảng viện dẫn đến các ngôn ngữ khác. Ông phục dựng sự phân biệt hữu thanh-vô thanh ở phụ âm đầu, với tính bật hơi phụ thuộc cấu trúc từ. Kết quả, Benedict phục dựng các phụ âm đầu sau:
| TB  | Tạng  | Jingpho     | Miến  | Garo      | Mizo | Karen S'gaw | Hán thượng cổ |
| --- | ----- | ----------- | ----- | --------- | ---- | ----------- | ------------- |
| *k  | k(h)  | k(h) ~ g    | k(h)  | k(h) ~ g  | k(h) | k(h)        | *k(h)         |
| *g  | g     | g ~ k(h)    | k     | g ~ k(h)  | k    | k(h)        | *gh           |
| *ŋ  | ŋ     | ŋ           | ŋ     | ŋ         | ŋ    | y           | *ŋ            |
| *t  | t(h)  | t(h) ~ d    | t(h)  | t(h) ~ d  | t(h) | t(h)        | *t(h)         |
| *d  | d     | d ~ t(h)    | t     | d ~ t(h)  | d    | d           | *dh           |
| *n  | n     | n           | n     | n         | n    | n           | *n ~ *ń       |
| *p  | p(h)  | p(h) ~ b    | p(h)  | p(h) ~ b  | p(h) | p(h)        | *p(h)         |
| *b  | b     | b ~ p(h)    | p     | b ~ p(h)  | b    | b           | *bh           |
| *m  | m     | m           | m     | m         | m    | m           | *m            |
| *ts | ts(h) | ts ~ dz     | ts(h) | s ~ tś(h) | s    | s(h)        | *ts(h)        |
| *dz | dz    | dz ~ ts ~ ś | ts    | tś(h)     | f    | s(h)        | ?             |
| *s  | s     | s           | s     | th        | th   | θ           | *s            |
| *z  | z     | z ~ ś       | s     | s         | f    | θ           | ?             |
| *r  | r     | r           | r     | r         | r    | γ           | *l            |
| *l  | l     | l           | l     | l         | l    | l           | *l            |
| *h  | h     | ∅           | h     | ∅         | h    | h           | *x            |
| *w  | ∅     | w           | w     | w         | w    | w           | *gjw          |
| *y  | y     | y           | y     | tś ~ dź   | z    | y           | *dj ~ *zj     |

Dù phụ âm đầu trong từ cùng gốc thường có chung vị trí và cách thức phát âm, tính vô-hữu thanh và tính bật hơi lại thường khó đoán biết.
Sự thiếu quy tắc này hứng chịu chỉ trích từ Roy Andrew Miller, dù người ủng hộ Benedict cho rằng điều này là do ảnh hưởng của phụ tố đã biến mất.
Vấn đề này đến nay vẫn chưa được giải quyết hoàn toàn.
Điều này, cùng với khó khăn đương thời trong phục dựng đặc điểm hình thái học, cùng bằng chứng rằng một phần từ vựng trong các ngôn ngữ Tạng-Miến vay mượn từ tiếng Trung, làm Christopher Beckwith cho rằng tiếng Trung không có liên hệ phả hệ với các ngôn ngữ Hán-Tạng khác.
Benedict phục dựng cho "ngôn ngữ Tạng-Miến nguyên thủy" của ông tiền tố gây khiến s-, tiền tố nội động từ hoá m-, bốn tiền tố r-, b-, g-, d- với chức năng không rõ, cũng như ba hậu tố -s, -t, -n.

### Nghiên cứu các ngôn ngữ văn học

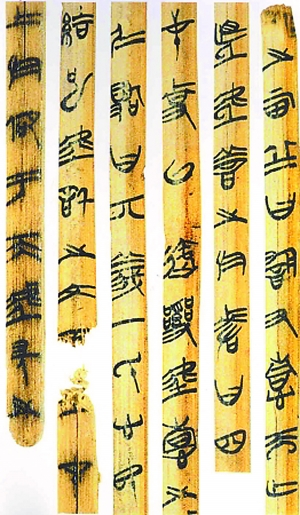
Tiếng Hán viết trên thẻ tre.

Tiếng Hán thượng cổ là ngôn ngữ Hán-Tạng cổ nhất được ghi chép, với văn liệu có niên đại từ 1200 TCN và một khối văn học đồ sộ từ thiên niên kỷ 1 TCN, song chữ Hán không phải một bảng chữ cái (alphabet). Các học giả đã ra sức phục dựng âm vị học tiếng Hán thượng cổ bằng cách so sánh, đối chiếu thông tin của tiếng Hán trung cổ trong vận thư, cách gieo vần trong các bài thơ cổ cùng thông tin ngữ âm trong chữ Hán. Công trình phục dựng đầu tiên, Grammata Serica Recensa của Bernard Karlgren, được Benedict và Shafer tiếp nhận.
Phục dựng của Karlgren có phần bất hợp lý, do nhiều âm trong đó có phân bố hết sức không đồng đều. Các học giả về sau cải thiện nó bằng cách lấy thông tin từ một số nguồn khác. Một số đề xuất dựa trên từ đồng nguyên trong các ngôn ngữ Hán-Tạng khác, số khác chỉ dựa trên thông tin nội tại của tiếng Trung. Ví dụ, các phục dựng tiếng Hán thượng cổ gần đây đều có hệ thống 6 nguyên âm (như được  Nicholas Bodman gợi ý đầu tiên) thay vì 15 nguyên âm như của Karlgren. Tương tự, *l của Karlgren ứng với *r trong cách nhìn ngày nay, với một phụ âm khác được xác định là *l, với bằng chứng củng cố từ cả từ đồng nguyên trong ngôn ngữ khác lẫn trong cách phiên âm danh từ riêng của trí thức người Hán. Đa phần học giả ngày nay đồng thuận rằng tiếng Hán thượng cổ không có thanh điệu, thanh điệu trong tiếng Hán trung cổ bắt nguồn từ một số phụ âm cuối. Một phụ âm phát sinh thanh điệu, *-s, được cho là một hậu tố (chí ít trong một số trường hợp), với yếu tố đối ứng trong các ngôn ngữ khác.

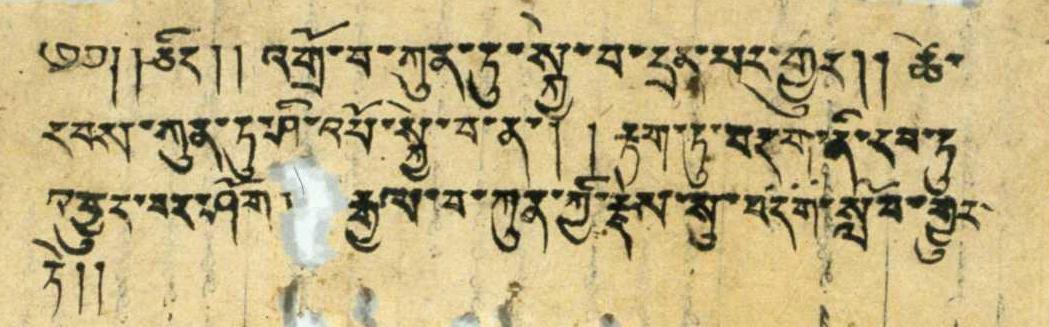
Văn bản tiếng Tạng cổ tìm thấy ở Turfan

Tiếng Tạng có một nền văn học đồ sộ kể từ khi vương quốc Thổ Phồn tiếp nhận chữ viết vào giữa thế kỷ VII. Những văn liệu cổ nhất của tiếng Miến (như bản khắc Myazedi thế kỷ XII) khá là ít ỏi, song nền văn học nở rộ sau đó. Cả hai có hệ chữ viết bắt nguồn từ chữ Brahmi của Ấn Độ cổ. Đa phần công trình so sánh đều sử dụng dạng viết của những ngôn ngữ này.
Ngoài ra, còn có nhiều tài liệu tiếng Tangut, ngôn ngữ của nhà nước Tây Hạ (1038–1227). Tiếng Tangut được viết bằng một hệ chữ ảnh hưởng từ chữ Hán, gây nên nhiều khó khăn trong nghiên cứu dù người ta đã tìm được nhiều từ điển đa ngữ.
Cung Hoàng Thành đã so sánh tiếng Hán thượng cổ, tiếng Tạng, tiếng Miến và tiếng Tangut để xác định sự đối ứng âm vị giữa các ngôn ngữ này. Ông thấy rằng nguyên âm /a/ trong tiếng Tạng và tiếng Miến ứng với hai nguyên âm tiếng Hán thượng cổ là *a và *ə. Điều này được đem ra làm bằng chứng cho sự tồn tại của nhóm Tạng-Miến, song, Hill (2014) cho thấy rằng có sự đối ứng -ay: *-aj và -i: *-əj giữa tiếng Miến và tiếng Hán thượng cổ, và do vậy xác định rằng *ə > *a xảy ra độc lập ở tiếng Miến và tiếng Tạng (chứ không phải thừa hưởng chung từ một ngôn ngữ tiền thân).

### Nghiên cứu thực địa
Những mô tả về ngôn ngữ không có văn liệu mà Shafer và Benedict sử dụng thường là từ các nhà truyền giáo hay của nhà cầm quyền thực dân với trình độ ngôn ngữ học không đồng đều.
Hầu hết các ngôn ngữ Hán-Tạng thiểu số được nói ở vùng đồi núi hẻo lánh, trong đó có những vùng chính trị, quân sự nhạy cảm.
Cho tới thập niên 1980, hai khu vực thường được nghiên cứu là Nepal và miền bắc Thái Lan.
Vào thập niên 1980-90, những công trình mới cho ngôn ngữ vùng Himalaya và Tây Nam Trung Quốc được xuất bản.
Đáng chú ý là những nghiên cứu về nhóm ngôn ngữ Khương ở miền tây Tứ Xuyên và vùng lân cận.

## Phân loại
Phân loại:
- Nhóm ngôn ngữ Tây Himalaya
- Nhóm ngôn ngữ Tamang
- Nhóm ngôn ngữ Newar (gồm tiếng Newar, Baram, Thangmi)
- Nhóm ngôn ngữ Kiranti
- Nhóm ngôn ngữ Dhimal (gồm tiếng Dhimal, Toto, Lhokpu)
- Tiếng Lepcha
- Nhóm ngôn ngữ Magar-Kham
- Nhóm ngôn ngữ Chepang-Bhujel
- Nhóm ngôn ngữ Raji-Raute
- Tiếng Dura
- Nhóm ngôn ngữ Bod
- Tiếng Gongduk
- Tiếng Ole
- Nhóm ngôn ngữ Tani
- Nhóm ngôn ngữ Chamdo
- Nhóm ngôn ngữ Kuki-Chin-Naga
  - Tiếng Karbi
  - Nhóm ngôn ngữ Ao
  - Nhóm ngôn ngữ Angami-Pochuri
  - Tiếng Meithei
  - Nhóm ngôn ngữ Tangkhul
  - Nhóm ngôn ngữ Zeme
  - Nhóm ngôn ngữ Kuki-Chin
- Nhóm ngôn ngữ Mru-Khongso
- Tiếng Pyu
- Tiếng Taman
- Nhóm ngôn ngữ Sal
  - Nhóm ngôn ngữ Bodo-Garo
  - Nhóm ngôn ngữ Konyak
  - Nhóm ngôn ngữ Kachin-Luish
- Nhóm ngôn ngữ Hán
- Tiếng Bạch
- Tiếng Thổ Gia
- Nhóm ngôn ngữ Nung (gồm tiếng Độc Long, Rawang, Nung)
- Nhóm ngôn ngữ Karen
- Tiếng Gong
- Tiếng Kathu
- Nhóm ngôn ngữ Thái-Long (gồm tiếng Thái Gia, Long Gia, Lư Nhân)
- Nhóm ngôn ngữ Miến-Khương
  - Nhóm ngôn ngữ Khương
  - Nhóm ngôn ngữ Gyalrong
  - Nhóm ngôn ngữ Horpa-Lavrung
  - Nhóm ngôn ngữ Nhi Tô (gồm tiếng Ersu, Lizu, Tosu)
  - Nhóm ngôn ngữ Na
  - Nhóm ngôn ngữ Lô Lô-Miến
- ? Nhóm ngôn ngữ Hruso-Miji
- ? Nhóm ngôn ngữ Kho-Bwa
- ? Tiếng Puroik
- ? Nhóm ngôn ngữ Miju-Meyor
- ? Nhóm ngôn ngữ Siang (gồm tiếng Koro, Milang)
- ? Nhóm ngôn ngữ Idu-Taraon

## Số đếm
| Số     | Hán thượng cổ        | Tạng cổ | Miến cổ | Jingpho | Garo    | Limbu  | Kanaur |
| ------ | -------------------- | ------- | ------- | ------- | ------- | ------ | ------ |
| "một"  | 一 *ʔjit             | –       | ac      | –       | –       | –      | id     |
| "một"  | 隻 *tjek "đơn chiếc" | gcig    | tac     | –       | –       | thik   | –      |
| "hai"  | 二 *njijs            | gnyis   | nhac    | –       | gin-i   | nɛtchi | niš    |
| "ba"   | 三 *sum              | gsum    | sumḥ    | mə̀sūm   | git-tam | sumsi  | sum    |
| "bốn"  | 四 *sjijs            | bzhi    | liy     | mə̀lī    | bri     | lisi   | pə:    |
| "năm"  | 五 *ŋaʔ              | lnga    | ṅāḥ     | mə̀ŋā    | boŋ-a   | nasi   | ṅa     |
| "sáu"  | 六 *C-rjuk           | drug    | khrok   | krúʔ    | dok     | tuksi  | țuk    |
| "bảy"  | 七 *tsʰjit           | –       | khu-nac | sə̀nìt   | sin-i   | nusi   | štiš   |
| "tám"  | 八 *pret             | brgyad  | rhac    | mə̀tshát | cet     | yɛtchi | rəy    |
| "chín" | 九 *kjuʔ             | dgu     | kuiḥ    | cə̀khù   | sku     | –      | sgui   |
| "mười" | 十 *gjəp             | –       | kip     | –       | –       | gip    | –      |
| "mười" | –                    | bcu     | chay    | shī     | ci-kuŋ  | –      | səy    |